# Fordland (Missouri)
Fordland est une ville du comté de Webster, dans le Missouri, aux États-Unis,. Située au sud du comté, elle est fondée en 1882 et incorporée en 1953.

## Démographie
Lors du recensement de 2010, la ville comptait une population de 800 habitants. Elle est estimée, en 2016, à 825 habitants.

### Source de la traduction
- (en) Cet article est partiellement ou en totalité issu de l’article de Wikipédia en anglais intitulé « Fordland, Missouri » (voir la liste des auteurs).